# シベリア天皇
シベリア天皇（しべりあてんのう）とは、シベリア抑留においてソ連側と友好関係を築き、抑留者たちに絶対的な権力を行使した人物の俗称である。のちに「小スターリン」とも呼ばれた。

## 概説
彼らはシベリア抑留において、自らのマルクス主義・共産主義・社会主義思想およびロシア語の能力などを用いてソ連側との間に友好関係を築き、またはソ連側から模範囚とみられることにより、抑留者の中で絶対的な権力をもった。他の抑留者たちに対してその主権をふるい、マルクス・レーニン主義、スターリン主義思想の普及・思想教化に努め、これにより告発、人民裁判による粛清、吊るし上げなどの虐待・非人道的行為を行った。
帰国後も共産主義者として活動した者もいたが、そうでなかった者もおり、このような人たちは自らの保身のため振舞ったという見解もある。
有名な人物としては、浅原正基、袴田陸奥男などがいる。

## 関連人物
- 朝枝繁春
- 浅原正基
- イワン・コワレンコ
- 茅誠司
- 志位正二
- 種村佐孝
- 瀬島龍三
- 平沢道則
- 袴田陸奥男